# Amphimallon montanum
Amphimallon montanum är en skalbaggsart som beskrevs av Zur Strassen 1954. Amphimallon montanum ingår i släktet Amphimallon och familjen Melolonthidae. Inga underarter finns listade i Catalogue of Life.